# Tabajdi Károly
Tabajdi Károly (Nagy-Zerénd, 1833. november 10. – Arad, 1886. október 7.) jogi doktor, Arad megye és város főispánja.

## Élete
Édesapja Tabajdi Dániel jegyző volt. A gimnáziumi tanulmányokat és a jog két folyamát Debrecenben, a III. és IV. évfolyamot Pesten végezte. Ezután Simon Florent ügyvédi irodájában működött két évig; innét Aradra Csemeghi Károly irodájába került. 1860-ban letette a jogdoktori szigorlatot. 1861-től megyei I. aljegyző volt a megyék feloszlatásáig. Ezen idő alatt megnősült és ügyvédi irodát nyitott, kezdetben Tagányi Istvánnal, aztán csakhamar egyedül. 1867-ben, a kiegyezés után megyei főjegyző lett, 1869-ben kincstári ügyész Pécskán; ez állásában a királyi törvényszékek szervezéséig maradt. 1871. december 28-án a megye alispánjává választatott. Mint alispán 1872-ben ő vitte keresztül az 1871. XVIII. törvénycikk értelmében a községek rendezését, még pedig úgy, mint az kevés megyében sikerült. 1874. január 1-jén életbe léptette a megyei jegyzők nyugdíjintézetét; 1879. márciusában királyi tanácsos lett és június 29-én Aradmegye és szabad királyi város főispánjává neveztetett ki. 1879. július 21-én tartotta főispáni székfoglalását. Ekkor mondott beszédét az összes hazai sajtó örömmel fogadta, mert e beszédében a becsületes és kitartó munkának, a hazafias küzdelmeknek és a magyar állameszme fenségének emelt oszlopot. 1880-ban Krassó vármegye, majd pedig az 1881. LV. törvénycikk értelmében az egyesített Krassó-Szörény vármegyék főispánjává neveztetett ki; ő hajtotta végre a két megye egyesítését és tisztújítást. 1881-ben megalakította a megyei tisztviselők nyugdíjintézetét. Különös érdeme, hogy a magyarok és rumének közötti súrlódásokat elenyésztette.
Az aradi Felsőtemetőben található nyughelyének sírfelirata: „TABAJDI KÁROLY főispán, kir. Tanácsos, a Lipót-rend lovagja 1833-1886”.

## Munkái
1. Cikke a Kölcsey-egyesület Évkönyvében (1884. Kölcsey F. és a Kölcsey-egyesület).
2. Szerkesztette 1868-ban a Deákpárti Aradi Lapokat, melyben az ő politikai és jogi cikkeinek köszönhető, hogy a Deákpárt az évi választásoknál győzött úgy a városban, mint a megyében.